# Johannes Pistorius den äldre
Johannes Pistorius den äldre (latinisering av Becker), efter sin födelseort även benämnd Niddanus, född i januari 1504 i Nidda, Hessen död  25 januari 1583 på samma plats, var en hessisk reformator och superintendent. Han var far till Johannes Pistorius d.y. Han deltog i utarbetandet av Confessio Augustana 1530 som medarbetare till Melanchthon och i flera religionssamtal, bland annat det i Regensburg (1540–1541). 